# Католицька церква в Нікарагуа
Като́лицька це́рква в Нікара́гуа — найбільша християнська конфесія Нікарагуа. Складова всесвітньої Католицької церкви, яку очолює на Землі римський папа. Керується конференцією єпископів. Станом на 2004 рік у країні нараховувалося близько 5 212 000 католиків (81,63% від усього населення). Існувало 8 діоцезій, які об'єднували 252 церковних парафій.  Кількість  священиків — 419 (з них представники секулярного духовенства — 296, члени чернечих організацій — 123), постійних дияконів — 27, монахів — 219, монахинь — 1028.

## Статистика
Згідно з «Annuario Pontificio» і Catholic-Hierarchy.org:
| Рік | Населення | Населення | Населення | Священики | Священики | Священики | Священики           | Диякони | Ченці    | Ченці | Парафії |
| Рік | католики  | загалом   | %         | загалом   | секулярні | ченці     | вірних на священика | Диякони | чоловіки | жінки | Парафії |
| --- | --------- | --------- | --------- | --------- | --------- | --------- | ------------------- | ------- | -------- | ----- | ------- |

## Діоцезії
Шаблон:Католицька церква в Нікарагуа